# Beca Nieman
Las becas Nieman (en inglés: Nieman Fellowships) son otorgadas por la Fundación Nieman de la Universidad de Harvard. Concede varios tipos de becas.

## Becas Nieman para periodistas
La beca Nieman es un premio que la Fundación Nieman de la Universidad de Harvard concede a periodistas. La beca es una oportunidad de aprendizaje transformadora abierta a candidatos que trabajan en todos los medios de comunicación de todos los países del mundo.
Las becas Nieman se conceden a reporteros, editores, fotógrafos, productores, cineastas, editorialistas, dibujantes, innovadores digitales y otros periodistas con al menos cinco años de experiencia profesional a tiempo completo en los medios de comunicación.
En Harvard, los becarios Nieman asisten a seminarios, charlas, clases magistrales y conferencias de periodismo diseñadas para reforzar sus habilidades profesionales y su capacidad de liderazgo. Los seleccionados para el programa pasan dos semestres completos en Harvard asistiendo a clases con algunos de los mayores pensadores de la universidad, participando en eventos Nieman y colaborando con sus compañeros. La beca tiene su sede en la Lippmann House de Cambridge, Massachusetts.

Cada becario es libre de diseñar su propio programa de estudios. Algunos optan por una especialidad periodística. Otros exploran la amplitud de las facultades y departamentos de Harvard. Con los conocimientos que adquieren en el campus y las relaciones que entablan, los becarios suelen volver a trabajar como empresarios del periodismo, innovadores del sector y altos directivos en sus redacciones.
Cada año se conceden unas dos docenas de becas, la mitad a estadounidenses y la otra mitad a no estadounidenses.